# Paraphidippus funebris
Paraphidippus funebris là một loài nhện trong họ Salticidae.
Loài này thuộc chi Paraphidippus. Paraphidippus funebris được Richard C. Banks miêu tả năm 1898.